# Seznam ostrovů Indie
Seznam ostrovů Indie zahrnuje ostrovy Indie s rozlohou větší než 30 km².

## Podle velikosti
|    | ostrov             | anglicky              | rozloha  | pobřeží | max.nadm. výška (m) | nejvyšší vrchol | počet obyvatel | hustota zalidnění | největší sídlo | distrikt                     | stát / teritorium   | souostroví             | moře / záliv / řeka              |
| -- | ------------------ | --------------------- | -------- | ------- | ------------------- | --------------- | -------------- | ----------------- | -------------- | ---------------------------- | ------------------- | ---------------------- | -------------------------------- |
| 1  | Prostřední Andaman | Middle Andaman Island | 1 523,00 | 272,00  | 512,0               | Mount Diavolo   | 55 632         | 36,53             | Rangat         | North and Middle Andaman     | Andamany a Nikobary | Andamany               | Andamanské moře, Bengálský záliv |
| 2  | Severní Andaman    | North Andaman Island  | 1 317,00 | 366,00  | 731,0               | Saddle Peak     | 42 541         | 32,30             | Diglipur       | North and Middle Andaman     | Andamany a Nikobary | Andamany               | Andamanské moře, Bengálský záliv |
| 3  | Jižní Andaman      | South Andaman Island  | 1 262,00 | 413,00  | 459,0               | Mount Koyob     | 209 602        | 166,09            | Port Blair     | South Andaman                | Andamany a Nikobary | Andamany               | Andamanské moře, Bengálský záliv |
| 4  | Velký Nikobar      | Great Nicobar         | 921,00   | 202,00  | 642,0               | Mount Thullier  | 8 067          | 8,76              | Campbell Bay   | Nicobar                      | Andamany a Nikobary | Nikobary               | Andamanské moře, Bengálský záliv |
| 5  | Malý Andaman       | Little Andaman        | 707,00   | 132,00  | 183,0               | —               | 18 823         | 25,92             | Kwate-tu-Kwage | South Andaman                | Andamany a Nikobary | Andamany               | Andamanské moře, Bengálský záliv |
| 6  | Salsette           | Salsette Island       | 619,00   | —       | 467,0               | Kanheri Peak    | 15 111 974     | 24 413,53         | Bombaj         | Mumbai City, Suburban, Thane | Maháráštra          | Bombajské ostrovy      | Arabské moře                     |
| 7  | Madžuli            | Majuli                | 352,00   | —       | 84,5                | —               | 167 304        | 475,30            | Majuli         | Majuli                       | Ásám                | ostrovy na Brahmaputře | Brahmaputra                      |
| 8  | Sagar              | Sagar Island          | 282,11   | —       | 4,0                 | —               | 212 037        | 751,61            | Sagar CD block | South 24 Parganas            | Západní Bengálsko   | ostrovy v deltě Gangy  | Bengálský záliv, Ganga           |
| 9  | Baratang           | Baratang Island       | 242,60   | 117,00  | 366,0               | —               | 5 691          | 23,46             | Nilambur       | North and Middle Andaman     | Andamany a Nikobary | Andamany               | Andamanské moře                  |
| 10 | Katchal            | Katchal Island        | 146,50   | 83,30   | 227,0               | —               | 2 685          | 18,33             | Mildera        | Nicobar                      | Andamany a Nikobary | Nikobary               | Andamanské moře, Bengálský záliv |
| 11 | Malý Nikobar       | Little Nicobar        | 140,00   | 71,60   | 435,0               | Mount Deoban    | 278            | 1,99              | Pulloullo      | Nicobar                      | Andamany a Nikobary | Nikobary               | Andamanské moře, Bengálský záliv |
| 12 | Kamorta            | Kamorta Island        | 131,00   | 108,00  | 186,0               | —               | 3 688          | 28,15             | Kalatapu       | Nicobar                      | Andamany a Nikobary | Nikobary               | Andamanské moře                  |
| 13 | Car Nikobar        | Car Nicobar           | 126,90   | 51,00   | 10,0                | —               | 17 841         | 140,59            | Malacca        | Nicobar                      | Andamany a Nikobary | Nikobary               | Andamanské moře, Bengálský záliv |
| 14 | Rutland            | Rutland Island        | 121,50   | 69,00   | 433,0               | Mount Ford      | 347            | 2,86              | Bada Khari     | South Andaman                | Andamany a Nikobary | Andamany               | Andamanské moře, Bengálský záliv |
| 15 | Interview          | Interview Island      | 101,00   | 66,00   | 113,0               | —               | 16             | 0,16              | Interview      | North and Middle Andaman     | Andamany a Nikobary | Andamany               | Bengálský záliv                  |
| 16 | Raméšvarám         | Pamban Island         | 98,00    | 37,00   | 10,0                | —               | 82 682         | 843,69            | Raméšvarám     | Ramanathapuram               | Tamilnádu           | Adamův most            | Bengálský záliv, Lakadivské moře |
| 17 | Havelock           | Havelock Island       | 92,20    | 58,50   | 167,0               | Yulutang        | 6 351          | 68,88             | Govinda Nagar  | South Andaman                | Andamany a Nikobary | Andamany               | Andamanské moře                  |
| 18 | Teressa            | Teressa Island        | 86,50    | 52,80   | 250,0               | —               | 1 934          | 22,36             | Bengali        | Nicobar                      | Andamany a Nikobary | Nikobary               | Andamanské moře, Bengálský záliv |
| 19 | Severní Sentinel   | North Sentinel Island | 59,63    | 31,60   | 122,0               | —               | 39             | 0,65              | —              | South Andaman                | Andamany a Nikobary | Andamany               | Bengálský záliv                  |
| 20 | Henry Lawrence     | John Lawrence Island  | 54,70    | 36,50   | 137,0               | —               | 0              | 0,00              | —              | South Andaman                | Andamany a Nikobary | Andamany               | Andamanské moře                  |
| 21 | Nancowry           | Nancowry Island       | 47,00    | 47,00   | 162,0               | —               | 1 019          | 21,68             | Malacca        | Nicobar                      | Andamany a Nikobary | Nikobary               | Andamanské moře                  |
| 22 | Díu                | Diu Island            | 38,80    | —       | 8,00                | —               | 44 215         | 1 139,56          | Díu            | Díu                          | Daman a Díu         | —                      | Arabské moře                     |
| 23 | John Lawrence      | John Lawrence Island  | 34,80    | 34,30   | —                   | —               | 0              | 0,00              | —              | South Andaman                | Andamany a Nikobary | Andamany               | Andamanské moře                  |